# Hans Georg von Osterhausen
Hans Georg von Osterhausen (* 1603 in Gatterstädt; † ?) war ein schleswig-holsteinischer Hofbeamter.

## Leben
Hans Georg von Osterhausen stammte aus dem sächsisch-thüringischen Adelsgeschlecht Osterhausen und war einer von vier Söhnen des Hans George von Osterhausen († 1603) und dessen Ehefrau Anna von Werthern.
Nach einem ersten Unterricht durch Hauslehrer kam Osterhausen als Page nach Schleswig an den Hof des Herzogs Friedrich III. von Schleswig-Holstein-Gottorp. Dort wurde er am 16. August 1640 durch seinen Dienstherrn zum Hofjunker ernannt. 1651 wurde Osterhausen mit dem Ehrenamt eines herzoglichen Vorschneiders (der die Fleischspeisen vorschneidet) ausgezeichnet. In den Jahren 1655 bis 1660 war Osterhausen Küchenmeister seines Dienstherrn Herzog Friedrich III. 
Er heiratete Augusta Eleonora von Hertingshausen.
Fürst Ludwig I. von Anhalt-Köthen besuchte auf seiner großen norddeutschen Reise auch Herzog Friedrich III. von Schleswig-Holstein-Gottorp. Anlässlich dieses Besuchs wurde Osterhausen um den 3. September 1642 in Schleswig zusammen mit seinem Dienstherrn in die Fruchtbringende Gesellschaft aufgenommen. Der Fürst verlieh Osterhausen den Gesellschaftsnamen der Hochverliebte und das Motto anmutigsten Geruchs. Als Emblem wurde ihm der gelbe wohlriechende Narciss (Narzissus pseudonarcissus L.) zugedacht. Im Köthener Gesellschaftsbuch findet sich Osterhausens Eintrag unter der Nr. 395. Dort ist auch das Reimgesetz vermerkt, welches er anlässlich seiner Aufnahme verfasst hatte:
Ein gelber Narciss wechst im frühling auf, und reuch
Anmuthig überaus, die grünen bletter stehen
Den binsen gleich gereckt: Man hat mir Zugereicht
Den namen Hochverliebt, weil diese blumen sehen
Man nicht kan ohne lieb’, als die sich bald einschleicht
Anmutigst im geruch’ und balde forter gehen
Wil in des menschen sein, denselben nemen ein
Wer wolt fruchtbringend dan nicht hochgeliebet sein
| Personendaten    | Personendaten                                         |
| ---------------- | ----------------------------------------------------- |
| NAME             | Osterhausen, Hans Georg von                           |
| KURZBESCHREIBUNG | schleswig-holsteinischer Hofbeamter und Küchenmeister |
| GEBURTSDATUM     | 1603                                                  |
| GEBURTSORT       | Gatterstädt                                           |
| STERBEDATUM      | nach 1660                                             |